# Taiki Matsuno
Taiki Matsuno (jap. 松野 太紀 Matsuno Taiki; właściwie Tatsuya Matsuno (jap. 松野 達也 Matsuno Tatsuya), ur. 16 października 1967, zm. 26 czerwca 2024) – japoński seiyū i aktor dubbingowy związany ze studiem Aoni Production.
Zmarł w 2024 roku w wieku 56 lat wskutek krwotoku śródmózgowego.

## Role
- Bobobo-bo Bo-bobo (2003–2005) jako Tsuru Tsurina IV
- Danny Phantom (2004–2007) Nocturne, Vortex, Johnny 13, Amorpho, Freakshow, Undergrowth i Fright Knight
- Digimon Savers (2006–2007) jako Agumon
- Dwa lata wakacji (1982) jako Brian
- Fresh Pretty Cure! (2009–2010) jako Tart
- InuYasha (2000–2004) jako Koga
- Mały Książę (1978–1979) jako Mały Książę
- One Piece (1999–) jako Lafitte, Canpacino i Hildon
- Rurōni Kenshin (1996–1998) jako Nishiwaki i Beshimi
- Sailor Moon SuperS (1995–1996) jako Pegaz
- SpongeBob Kanciastoporty (1999–) jako SpongeBob (japoński dubbing)
- Zapiski detektywa Kindaichi (1997–2000) jako Hajime Kindaichi